# Eligmodontia
Eligmodontia és un gènere de rosegador de rates i ratolins del Nou Món que viuen a Sud-amèrica. Conté set espècies.
Són relativament petits, però tenen la cua llarga i les orelles grosses. La llargada de cap a gropa és d'entre 7 i 11 cm i la llargada de la cua d'entre 5 i 11 cm. El pes és d'entre 7 i 31 grams. El pelatge és marró groguenc a la part superior i blanc a la part inferior. Viuen als herbassars i les zones rocoses des del sud del Perú, passant per Bolívia, fins al sud de Xile i l'Argentina. Són actius de nit i mengen llavors, plantes i insectes.